# Batalla de Thuận An
La Batalla de Thuan An fue un choque ocurrido el 20 de agosto de 1883 entre los ejércitos francés y vietnamita durante el período de las primeras hostilidades de la Campaña de Tonkin (1883 a 1886). Durante la batalla una fuerza de desembarco francés, bajo el mando del almirante Amédée Courbet, asaltó las fortalezas costeras que custodiaban el río cercano a la capital vietnamita, la ciudad de Hué, permitiendo a los franceses imponer un tratado para que los vietnamitas reconieran un protectorado francés sobre Tonkin. El ataque francés contra los vietnamitas en agosto de 1883 fue el principal factor para impulsar una posible guerra entre Francia y China. Igualmente sembró las semillas del Movimiento Cần Vương, un levantamiento nacionalista vietnamita nacido en julio de 1885.

## Antecedentes
El 30 de julio de 1883, el almirante Courbet, el general Bouët y Jules Harmand, el comisionado general civil francés de Tonkin, celebraron un consejo de guerra en Hải Phòng. En la reunión se destacó el sentimiento antifrancés que imperaba en la corte de Vietnam, que la Corte real buscaba ayudar en secreto a Liu Yongfu y al Ejército de la Bandera Negra, y que el comandante en jefe vietnamita, el Príncipe Hoàng Kế Viêm era abiertamente partidario de la guerra contra los franceses apostados en Nam Định.
Los tres hombres acordaron que Bouët debería lanzar una ofensiva contra el Ejército de la bandera negra en sus posiciones alrededor de Phu Hoai tan pronto como pudiera. También decidieron, en gran parte de la insistencia de Harmand, recomendar al gobierno francés realizar un ataque contra las defensas vietnamitas en Hue, seguido de un ultimátum para exhortarles a aceptar un protectorado francés sobre Tonkin o enfrentarse a un ataque inmediato. El gobierno de Jules Ferry era inicialmente reticente a permitit a un ataque a Hué, temiendo que podría provocar una respuesta por parte de China, pero el ministro francés en China, Arthur Tricou, convenció al gobierno francés que China consentiría la acción.
El 11 de agosto el ministro de la marina de guerra Charles Brun aprobó la propuesta Harmand y de Courbet para un ataque naval en Hué para coaccionar a la corte vietnamita. El objetivo de la expedición era bombardear los fuertes de Thuan An, que resguardaban la entrada al río de los perfumes, desde los buques de guerra de la división naval de Tonkin para posteriormente desembarcar una fuerza para capturar las fortalezas.
El 16 de agosto Courbet dejó Along Bay a bordo de su buque insignia, Bayard, y descansó en la entrada del río de los perfumes para explorar las fortificaciones de Thuan An. Mientras tanto una flotilla de la división naval de Tonkin se había concentrado en la bahía de Tourane. La fuerza naval de Courbet para el descenso en Hué consistió en los acorazados Bayard y Atalante, el crucero Chateaurenault, las cañoneras Lynx y Vipere y el transportador Drac. Esta fuerza fue acompañado por 600 infantes de marina de Saigón y 100 fusileros de Cochinchina, así como un batería de artillería marina. 

## Bombardeo naval
Courbet regresó a la bahía de Tourane a bordo del Bayard en la noche del 16 de agosto y emitió sus órdenes para un ataque a los fuertes de Thuan An dentro de dos días. El 17 de agosto los franceses ensayaron sus planes para el ataque. La división naval francesa dejó Tourane a las 8 de la mañana del 18 de agosto y ancló frente a la entrada del río Hué a las 2 de la tarde. Los barcos tomaron posiciones para el ataque inminente. Bayard tomó estación en la entrada del río, desde donde podía apuntar a las fortificaciones al norte y sur de su posición incluso a 2 kilómetros de distancia. . Chateaurenault se colocó un poco hacia el este, y le fue encargado atacar solamente los fuertes del sur. Atalante, al oeste de Bayard, tuvo la tarea de atacar las grandes fortalezas del norte y Drac, anclado en el flanco occidental de la línea francesa, estaba encargado de capturar los pequeños fuertes en el extremo de las posiciones enemigas. Las cañoneras Lynx y Vipere, colocados entre Atalante y Drac, fueron dispuestas para proteger el desembarco. Annamite permaneció en la parte trasera.
Un intento de negociación fue hecho por los vietnamitas, y las pláticas ocuparon gran parte de la tarde. Courbet finalmente exigió que los fuertes de Thuan An debían ser entregados a los franceses en dos horas. Este ultimátum fue entregado por los enviados vietnamitas a los comandantes de la fortaleza, que se negaron a responder.
A las 5:40 de la tarde del 18 de agosto los barcos de la división naval izaron una bandera francesa en cada cabecera, Bayard abrió fuego, y toda la división inmediatamente hizo lo mismo. La fragata ligera Alouette de Cochinchina se unió a la división poco antes de que las hostilidades comenzaran. Los defensores vietnamitas respondieron, aunque los barcos franceses estaban en desventaja numérica, estaban fuera del alcance de los cañones vietnamitas anticuados. El bombardeo duró poco más de una hora, hasta que se hizo demasiado oscuro para disparar con eficacia. Los cañones dejaron de disparar a las 7 de la tarde y los barcos franceses usaron sus reflectores eléctricos para iluminar los fuertes.
Se dieron órdenes para un desembarco francés en la madrugada del 19 de agosto, pero poco antes del amanecer Courbet cambió de opinión y canceló la maniobra porque el mar estaba muy agitado y también puede que haya considerado que el bombardeo del día anterior no había hecho suficiente daño. Al amanecer los franceses reanudaron su bombardeo. Para su sorpresa los vietnamitas respondieron con una salva certera de conchas que silbaron por encima y cayeron en el mar alrededor de los barcos franceses. Habían aprovechado la noche para dar a sus cañones un mayor alcance. Aunque la división naval francesa pronto fue capaz de destruir estas armas, que lograron varios impactos menores.